# مركز استطلاع الرأي العام للطلاب الإيرانيين
إنّ مركز استطلاع الرأي العام للطلاب الإيرانيين (ايسپا) التابع للجهاد الجامعي، قد بدأ بأنشطته في 18 مايو سنة 1380 للهجري الشمسي، المتواقت 8 مايو 2001 للميلاد . والغرض من إنشاء هذا المركز هو إنجاز أبحاث للاقتراع واستطلاعات الرأي العام على المستوى الوطني والدولي والعابر للحدود الوطنية لمساعدة المنظمات والمؤسسات الحكومية؛ العامة والخاصة والمدنية، من أجل اتخاذ القرارات والسياسات القائمة على الأدلة وإحصاءات. ومن الأولويات الرئيسة لهذا المركز (ايسپا)، هو الانتباه إلى الرأي العام وضرورة الاستفادة من آراء المواطنين. والهدف من هذا الأمر هو زيادة مشاركة المواطنين في تحسين الظروف وتنمية البلاد.
المبادئ الأساسية لـ(ايسبا)هي، تصميم وتطبيق الأساليب والمعايير الصارمة والمبادئ الأخلاقية والحفاظ على موقف الحياد السياسي في عملية بحوث الرأي العام والبحوث ذات الصلة مع استطلاع الرأيبشكل خاص. فلهذا السبب، يُعرف هذا المركز كمركز علمي أصيل وموثوق، لبحوثه العلمية واستطلاعاته الدقيقة والناجحة. فموظفو هذا المركز هم الشباب والخبراء الأكاديميين الذين يستفيدون من تعاون أهمّ الشخصيات الجامعية في إنجاز مشاريع الاستطلاع.
فمن نتائج أنشطة ايسبا في السنوات الست عشرة الماضية، كان تنفيذ أكثر من 2500 مشروع لاستطلاع الرأي في المجالات الاجتماعية والاقتصادية والسياسية وعلى مختلف المستويات المحلية والوطنية.

## استطلاعات الرأي
من المشروعات الناجحة لاستطلاع الرأي في هذا المركز يمكن اعتبار التنبؤ لنتائج الانتخابات الرئاسة الإيرانيّة في الفترة الثانية عشر، عام1396 ه.ش. هذا المشروع الّذي نفذ في 12 موجات قد استطاع تقدير عملية المشاركة العامة في الانتخابات، عملية آراء المرشحين خلال فترة الحملة الانتخابية وكذلك تقدير مدى آراء المرشحَين ؛ السيد حسن روحاني والسيد إبراهيم الرئيسي، بشكل صحيح . فهذه البحوث قد استفادت من نتائجها مجموعة وسيعة من المنظمات الحكومية وغير الحكومية ودوائر راسمة السياسة والمؤسسات المحلية ووكالات الأنباء الدولية.